# Línea 171 (Interurbanos Madrid)
La línea 171 de la red de autobuses interurbanos de Madrid une la terminal de autobuses del Intercambiador de Plaza de Castilla con la Urbanización Santo Domingo en Algete.

## Características
Esta línea une la urbanización en cuestión con San Sebastián de los Reyes, Alcobendas y el norte de Madrid y viceversa, con un recorrido que dura aproximadamente 40 min entre cabeceras. Antiguamente la línea estaba operada por Transportes Santo Domingo S.L pero en junio del 2017, ALSA adquiere dicha empresa y comienza a operar la concesión de dicha línea. Esta concesión tan solo contiene dos líneas: la ya mencionada 171 y el autobús urbano L8 de San Sebastián de los Reyes, que recorre la Urbanización Ciudalcampo y comunica a sus residentes con la parada de autobús exterior para ir/volver de Madrid.
La línea sirve principalmente para unir la Urbanización Ciudalcampo y su cabecera la Urbanización Santo Domingo con Madrid. Notablemente la línea da servicio también al centro comercial Plaza Norte 2, algo que comparte con la línea 156 y la línea urbana L4 de San Sebastián de los Reyes. También la línea 180 (solo los sábados laborables, domingos y festivos) enlaza el centro comercial con Algete.
Su recorrido de ida y vuelta no son el mismo: a la ida la línea toma el paseo de la Castellana hacia el Nudo de Manoteras parando en el Hospital La Paz mientras que a la vuelta la línea se adentra por la avenida de Burgos y para en la estación de metro de Bambú y en la estación de tren de Chamartín. A la ida en Alcobendas circula por la avenida Olímpica mientras que a la vuelta lo hace por la calle de la Marquesa Viuda de Aldama. A la ida circula por la avenida de Matapiñonera y a la vuelta toma la avenida de España en San Sebastián de los Reyes.
En la Urbanización Santo Domingo, la línea tiene un circuito neutralizado (esto es que el recorrido de vuelta no circula por las mismas calles que el de ida) puesto que las expediciones de ida tienen su cabecera en el centro comercial de la urbanización, mientras que las expediciones de vuelta se adentran en la urbanización antes de volver a salir y continuar su viaje a Madrid.
La línea posee algunas expediciones que prolongan su recorrido dentro de la Urbanización Santo Domingo, comienzan/finalizan su recorrido solo en la Urbanización Ciudalcampo, realizan recorridos más directos a las urbanizaciones sin pasar por los cascos urbanos de Alcobendas ni San Sebastián de los Reyes, entre otras.
Antiguamente, con el recién construido Intercambiador de Plaza de Castilla en 2008, la línea tenía su cabecera en la dársena subterránea 29. Actualmente la línea tiene su cabecera en la dársena 45 en superficie y es junto con la línea 876 las únicas líneas interurbanas diurnas que tienen su cabecera en la superficie del intercambiador (las líneas nocturnas también pero eso se debe al cierre del intercambiador subterráneo durante la noche).
Desde el 15 de mayo del 2020, la línea dejó de circular por la calle Real de San Sebastián de los Reyes a la vuelta, en su lugar lo hace por el paseo de Europa. Esto se debió a que el ayuntamiento de San Sebastián de los Reyes autorizó a los establecimientos a ocupar la calzada de la calle Real como terraza debido a las restricciones de aforo impuestas por las medidas durante la pandemia del COVID-19. Aunque se permitió la circulación en sentido norte, solo era para coches y se cortó el tráfico a autobuses en ambos sentidos, afectando a diversas líneas urbanas e interurbanas que circulaban por dicha calle Real de San Sebastián de los Reyes. Todas las líneas fueron desviadas y sus paradas trasladadas a las ya existentes en el paseo de Europa. Aunque actualmente se permite el tráfico hacia el norte en la calle Real de San Sebastián de los Reyes, todas las líneas de autobús ya tienen las rutas modificadas y no hay planes para que retomen sus antiguas rutas. Fueron varias las paradas que dejaron de operar que se encontraban dentro de la calle Real de San Sebastián de los Reyes, pero las que afectaron a la línea 171 fueron: 11983 - Calle Real - Centro de Salud, 06786 - Calle Real - Ayuntamiento y 06790 - Calle Real - Calle del Sacramento. La parada 06790 sigue estando operativa por otras líneas.
El 8 de octubre del 2021 se creó la parada 20898 - Avenida de España - Calle de Viveros en la avenida de España de San Sebastián de los Reyes para las expediciones de vuelta, sirviendo para todas aquellas líneas que ya no circulaban por la calle Real y lo hacían por el paseo de Europa.
Desde el 28 de marzo del 2022, la línea realiza parada enfrente de la Estación de Bambú a la vuelta, parada que comparte con algunas líneas de la EMT.
Siguiendo la numeración de líneas del CRTM, las líneas que circulan por el corredor 1 son aquellas que dan servicio a los municipios situados en torno a la A-1 y comienzan con un 1. En concreto, la línea 171 es la única que se encuentra numerada dentro de la decena 170.
La línea no mantiene los mismos horarios todo el año, durante el mes de agosto se reducen el número de expediciones todos los días de la semana, además de los días excepcionales vísperas de festivo y festivos de Navidad en los que los horarios también cambian y se reducen.
Está operada por la empresa ALSA mediante la concesión administrativa VCM-102 - Madrid - Urbanización Santo Domingo (Viajeros Comunidad de Madrid) del Consorcio Regional de Transportes de Madrid.

### Sublíneas
Aquí se recogen todas las distintas sublíneas que ha tenido la línea 171. La denominación de sublíneas que utiliza el CRTM es la siguiente:
- Número de línea (171)
- Sentido de circulación (1 ida, 2 vuelta)
- Número de sublínea

Por ejemplo, la sublínea 171109 corresponde a la línea 171, sentido 1 (ida) y el número 09 de numeración de sublíneas creadas hasta la fecha.
| Ida    | Ruta                           | Itinerario                                                                 | Vuelta | Ruta                             | Itinerario                                                        |
| 171101 | -                              | Madrid - Urb. Santo Domingo                                                | 171201 | No existe la ruta "-" de vuelta  | No existe la ruta "-" de vuelta                                   |
| 171102 | No existe la ruta "uc" de ida  | No existe la ruta "uc" de ida                                              | 171202 | uc                               | Urb. Ciudalcampo - Madrid                                         |
| 171103 | d                              | Madrid - Urb. Santo Domingo DIRECTO                                        | 171203 | No existe la ruta "d" de vuelta  | No existe la ruta "d" de vuelta                                   |
| 171104 | c                              | Madrid - Urb. Ciudalcampo DIRECTO                                          | 171204 | c                                | Urb. Ciudalcampo - Madrid DIRECTO                                 |
| 171105 | a                              | Alcobendas - Urb. Santo Domingo, continúa a Av. Guadalix - Centro de salud | 171205 | No existe la ruta "a" de vuelta  | No existe la ruta "a" de vuelta                                   |
| 171106 | No existe la ruta "g" de ida   | No existe la ruta "g" de ida                                               | 171206 | g                                | Urb. La Granjilla - Madrid                                        |
| 171107 | No existe la ruta "cc" de ida  | No existe la ruta "cc" de ida                                              | 171207 | cc                               | Urb. Santo Domingo (Av. Guadalix - Centro Comercial) - Madrid     |
| 171108 | No existe la ruta "cca" de ida | No existe la ruta "cca" de ida                                             | 171208 | cca                              | Urb. Santo Domingo (Av. Guadalix - Centro Comercial) - Alcobendas |
| 171109 | cs                             | Madrid - Urb. Santo Domingo, continúa a Av. Guadalix - Centro de salud     | 171209 | No existe la ruta "cs" de vuelta | No existe la ruta "cs" de vuelta                                  |

### Circuito neutralizado
La línea cuenta con lo que se denomina un circuito neutralizado o circuito interno, dentro de la Urbanización Santo Domingo. Esta denominación se aplica a líneas cuyos recorridos de ida y de vuelta no discurren por las mismas calles, en concreto cuando al llegar al final del trayecto se realiza un recorrido circular antes de volver en sentido inverso. Un circuito neutralizado cumple unos propósitos:
- Dar servicio a una zona amplia, como por ejemplo en este caso la urbanización, se realiza todo el recorrido "circular" dentro de la urbanización y se espera la hora de vuelta al final de la misma. Así el autobús procedente de Madrid no para parará dentro de la urbanización a esperar su hora de regreso, evitando así que los viajeros procedentes de Madrid con destino la urbanización se detengan en el comienzo de la misma o en algún punto intermedio hasta esperar que comience el servicio de vuelta que se completa el recorrido por la urbanización.
- Los viajeros que quieran moverse dentro del recorrido "circular" podrán hacerlo sin que el autobús se detenga.
- Como un punto de regulación de horarios y frecuencias. El servicio procedente de Madrid se detendrá una vez realizado todo el circuito interno de la urbanización, recogiendo a viajeros con destino Madrid y parará para establecer una hora de salida de vuelta correcta.

La naturaleza de los circuitos neutralizados (especialmente en líneas interurbanas con pocos servicios como ésta) es propenso a causar confusión y dificulta que los viajeros de vuelta conozcan con exactitud a que hora deberán esperar al autobús. Para un viajero que procede de Madrid esta peculiaridad es invisible; pero los viajeros dentro del circuito neutralizado que quieran volver, deberán prever la hora de llegada del servicio procedente de Madrid con antelación puesto que la hora de salida a Madrid se da al final del circuito neutralizado.
Una característica común a las líneas con circuito neutralizado son sus sublíneas. No disponen de una sublínea estándar de vuelta, sino que la sublínea de vuelta es aquella que se marca en el ordenador de a bordo al llegar al comienzo del circuito neutralizado. De esta manera, el autobús al llegar a la primera parada del circuito neutralizado comenzará a marcar en el cartel electrónico como destino Madrid, puesto que los viajeros de vuelta deberán subirse ahí ya que el autobús no volverá a pasar por esa parada de vuelta como una línea con un recorrido tradicional. A los viajeros procedentes de Madrid con destino un punto dentro del circuito neutralizado no se les pedirá abonar un billete ni picar el Abono Transportes al cambiar de recorrido, puesto que para ellos el autobús no se detiene, no ven el cambio del cartel electrónico, y se bajarán en la parada deseada sin que este cambio de trayecto en el ordenador de a bordo les afecte.
En el caso particular de la línea 171, el circuito neutralizado comienza (como bien indican las sublíneas de vuelta) en la entrada de la Urbanización Santo Domingo: en la avenida del Guadalix en la parada 06709. Desde aquí los servicios procedentes de Madrid marcarán en su ordenador de a bordo y en el cartel electrónico el destino Madrid. La línea realizará todo el recorrido "circular" en la Urbanización Santo Domingo pero se detendrá al final de la misma, en la parada 06718 en el centro de salud. Será aquí cuando el autobús deberá detenerse para cumplir su hora programada de vuelta a Madrid en caso de haber llegado antes de la misma. Dicha hora es la que se muestra en los horarios de vuelta de la línea.
Existen algunos servicios de la línea que proceden directamente de la urbanización, en cuyo caso se desconoce si existe una hora programada fija para comenzar su recorrido al comienzo del circuito, pero la hora de salida hacia Madrid se mantiene. Aproximadamente debería ser 10-15 minutos antes de la hora programada hacia Madrid.
En el corredor 1 la situación de circuito neutralizado se da en las líneas 155, 155B, 156, 157, 157C, 161 y 171.

## Horarios

### 1 septiembre - 31 julio
| Lunes a viernes laborables              | Lunes a viernes laborables  | Sábados laborables          | Sábados laborables          | Domingos y festivos         | Domingos y festivos         |
| Madrid > Urb. Santo Domingo             | Urb. Santo Domingo > Madrid | Madrid > Urb. Santo Domingo | Urb. Santo Domingo > Madrid | Madrid > Urb. Santo Domingo | Urb. Santo Domingo > Madrid |
| 06:45                                   | 06:00                       | 07:00                       | 06:10                       | 07:05                       | 06:20                       |
| 07:00                                   | 06:10                       | 07:30                       | 06:30                       | 08:00                       | 07:10                       |
| 07:05                                   | 06:15                       | 08:00                       | 07:00                       | 09:10                       | 08:10                       |
| 07:15                                   | 06:30                       | 08:40                       | 07:50                       | 10:00                       | 09:00                       |
| 07:25                                   | 06:35                       | 09:20                       | 08:30                       | 11:10                       | 10:10                       |
| 07:35                                   | 06:45                       | 10:00                       | 09:00                       | 12:00                       | 11:00                       |
| 07:50                                   | 07:00                       | 10:30                       | 09:30                       | 13:10                       | 12:10                       |
| 08:10                                   | 07:15                       | 11:10                       | 10:10                       | 14:00                       | 13:00                       |
| 08:15                                   | 07:30                       | 12:00                       | 11:00                       | 15:00                       | 14:00                       |
| 08:20                                   | 07:45                       | 12:30                       | 11:20                       | 15:00                       | 14:00                       |
| 08:30                                   | 07:45                       | 13:15                       | 12:15                       | 16:00                       | 15:00                       |
| 08:50                                   | 08:05                       | 13:50                       | 12:50                       | 17:00                       | 16:00                       |
| 09:10                                   | 08:15                       | 14:30                       | 13:30                       | 18:00                       | 17:00                       |
| 09:20                                   | 08:30                       | 15:00                       | 14:00                       | 19:00                       | 18:00                       |
| 09:35                                   | 08:40                       | 15:30                       | 14:30                       | 20:05                       | 19:00                       |
| 09:45                                   | 08:50                       | 16:00                       | 15:00                       | 20:30                       | 19:30                       |
| 09:50                                   | 09:10                       | 17:00                       | 16:00                       | 21:00                       | 20:00                       |
| 10:15                                   | 09:30                       | 17:30                       | 16:30                       | 22:00                       | 21:00                       |
| 10:35                                   | 09:50                       | 18:00                       | 17:00                       |                             |                             |
| 10:55                                   | 10:10                       | 19:00                       | 18:00                       |                             |                             |
| 11:15                                   | 10:30                       | 19:30                       | 18:30                       |                             |                             |
| 11:40                                   | 10:50                       | 20:00                       | 19:00                       |                             |                             |
| 11:55                                   | 11:15                       | 21:00                       | 20:00                       |                             |                             |
| 12:20                                   | 11:35                       | 22:00                       | 21:00                       |                             |                             |
| 12:40                                   | 11:55                       | 23:00                       | 22:00                       |                             |                             |
| 13:00                                   | 12:15                       |                             |                             |                             |                             |
| 13:20                                   | 12:40                       |                             |                             |                             |                             |
| 13:45                                   | 12:55                       |                             |                             |                             |                             |
| 14:00                                   | 13:20                       |                             |                             |                             |                             |
| 14:25                                   | 13:40                       |                             |                             |                             |                             |
| 14:45                                   | 14:00                       |                             |                             |                             |                             |
| 15:05                                   | 14:20                       |                             |                             |                             |                             |
| 15:25                                   | 14:45                       |                             |                             |                             |                             |
| 15:50                                   | 15:00                       |                             |                             |                             |                             |
| 16:05                                   | 15:25                       |                             |                             |                             |                             |
| 16:30                                   | 15:45                       |                             |                             |                             |                             |
| 16:50                                   | 16:05                       |                             |                             |                             |                             |
| 17:10                                   | 16:25                       |                             |                             |                             |                             |
| 17:30                                   | 16:35                       |                             |                             |                             |                             |
| 17:40                                   | 16:50                       |                             |                             |                             |                             |
| 17:55                                   | 17:05                       |                             |                             |                             |                             |
| 18:10                                   | 17:30                       |                             |                             |                             |                             |
| 18:35                                   | 17:50                       |                             |                             |                             |                             |
| 18:50                                   | 18:10                       |                             |                             |                             |                             |
| 19:15                                   | 18:30                       |                             |                             |                             |                             |
| 19:35                                   | 18:40                       |                             |                             |                             |                             |
| 19:45                                   | 18:55                       |                             |                             |                             |                             |
| 20:00                                   | 19:10                       |                             |                             |                             |                             |
| 20:15                                   | 19:35                       |                             |                             |                             |                             |
| 20:40                                   | 19:50                       |                             |                             |                             |                             |
| 21:00                                   | 20:15                       |                             |                             |                             |                             |
| 21:20                                   | 20:35                       |                             |                             |                             |                             |
| 21:40                                   | 20:55                       |                             |                             |                             |                             |
| 22:00                                   | 21:15                       |                             |                             |                             |                             |
| 22:20                                   | 21:40                       |                             |                             |                             |                             |
| 22:45                                   |                             |                             |                             |                             |                             |
| Noches de viernes y vísperas de festivo |                             |                             |                             |                             |                             |
| 00:00                                   | 23:00                       |                             |                             |                             |                             |

### 1 - 31 agosto
| Lunes a viernes laborables              | Lunes a viernes laborables  | Sábados laborables          | Sábados laborables          | Domingos y festivos         | Domingos y festivos         |
| Madrid > Urb. Santo Domingo             | Urb. Santo Domingo > Madrid | Madrid > Urb. Santo Domingo | Urb. Santo Domingo > Madrid | Madrid > Urb. Santo Domingo | Urb. Santo Domingo > Madrid |
| 06:50                                   | 06:00                       | 07:10                       | 06:20                       | 07:05                       | 06:15                       |
| 07:05                                   | 06:15                       | 08:00                       | 07:00                       | 08:10                       | 07:10                       |
| 07:15                                   | 06:30                       | 09:10                       | 08:10                       | 09:10                       | 08:10                       |
| 07:25                                   | 06:40                       | 10:00                       | 09:00                       | 10:00                       | 09:00                       |
| 07:55                                   | 07:00                       | 11:10                       | 10:10                       | 11:10                       | 10:10                       |
| 08:10                                   | 07:10                       | 12:00                       | 11:00                       | 12:00                       | 11:00                       |
| 08:15                                   | 07:40                       | 13:10                       | 12:10                       | 13:10                       | 12:10                       |
| 08:35                                   | 07:45                       | 14:00                       | 13:00                       | 14:00                       | 13:00                       |
| 09:05                                   | 08:10                       | 15:00                       | 14:00                       | 15:00                       | 14:00                       |
| 09:30                                   | 08:30                       | 16:00                       | 15:00                       | 16:00                       | 15:00                       |
| 10:00                                   | 09:05                       | 17:00                       | 16:00                       | 17:00                       | 16:00                       |
| 10:20                                   | 09:30                       | 18:00                       | 17:00                       | 18:00                       | 17:00                       |
| 10:50                                   | 09:55                       | 19:00                       | 18:00                       | 19:00                       | 18:00                       |
| 11:05                                   | 10:15                       | 20:00                       | 19:00                       | 20:00                       | 19:00                       |
| 12:00                                   | 11:10                       | 21:00                       | 20:00                       | 21:00                       | 20:00                       |
| 12:30                                   | 11:40                       | 22:00                       | 21:00                       | 22:00                       | 21:00                       |
| 12:45                                   | 11:55                       |                             |                             |                             |                             |
| 13:40                                   | 12:50                       |                             |                             |                             |                             |
| 14:00                                   | 13:00                       |                             |                             |                             |                             |
| 14:30                                   | 13:35                       |                             |                             |                             |                             |
| 14:50                                   | 14:00                       |                             |                             |                             |                             |
| 15:20                                   | 14:30                       |                             |                             |                             |                             |
| 15:50                                   | 15:00                       |                             |                             |                             |                             |
| 16:25                                   | 15:35                       |                             |                             |                             |                             |
| 16:35                                   | 15:45                       |                             |                             |                             |                             |
| 17:00                                   | 16:10                       |                             |                             |                             |                             |
| 17:15                                   | 16:20                       |                             |                             |                             |                             |
| 17:30                                   | 16:35                       |                             |                             |                             |                             |
| 17:35                                   | 16:40                       |                             |                             |                             |                             |
| 18:05                                   | 17:10                       |                             |                             |                             |                             |
| 18:15                                   | 17:20                       |                             |                             |                             |                             |
| 18:30                                   | 17:30                       |                             |                             |                             |                             |
| 18:50                                   | 17:50                       |                             |                             |                             |                             |
| 18:55                                   | 18:05                       |                             |                             |                             |                             |
| 19:05                                   | 18:15                       |                             |                             |                             |                             |
| 19:25                                   | 18:25                       |                             |                             |                             |                             |
| 20:00                                   | 19:00                       |                             |                             |                             |                             |
| 20:30                                   | 19:30                       |                             |                             |                             |                             |
| 20:50                                   | 19:55                       |                             |                             |                             |                             |
| 21:20                                   | 20:25                       |                             |                             |                             |                             |
| 21:35                                   | 20:45                       |                             |                             |                             |                             |
| 22:30                                   | 21:40                       |                             |                             |                             |                             |
| Noches de viernes y vísperas de festivo |                             |                             |                             |                             |                             |
| 00:05                                   | 23:15                       |                             |                             |                             |                             |

1. 1 2 3 4 5 6 7 8 9 10 11 12 13 14 15 16 17 18 19 20 21 22 23 24 25 26 27 28 29 30 31 32 33 34 35 36 37 38 39 40 41 42 43 44 45 46 47 48 49 50 51 52 53 54 55 56 57 58 59 60 61 62 63 64 65 66 67 68 69 70 71 72 73 74 75 76 77 78 79 80 81 82 83 84 85 86 87 88 89 90 91 92 93 94 95 96 97 98 99 100 101 102 103 104 105 106 107 108 109 110 111 112 113 114 115 116 117 118 119 120 121 122 123 124 125 126 127 128 129 130 131 132 133 134 135 136 137 138 139 140 141 142 143 144 145 146 147 148 149 150 151 152 153 154 155 156 157 158 159 160 161 162 163 164 165 166 167   Procede de Avenida del Guadalix - Centro Comercial
2. 1 2  DIRECTO
3. ↑  Desde Urbanización La Granjilla
4. 1 2  Desde Urbanización Ciudalcampo
5. 1 2 3 4 5 6 7 8 9 10 11 12 13 14 15 16 17 18 19 20 21 22 23 24 25 26 27 28 29 30 31 32 33 34 35 36 37 38 39 40 41 42 43 44 45 46 47 48 49 50 51 52  Continúa a Avenida del Guadalix - Centro de Salud, no vuelve a Madrid
6. 1 2  Desde Alcobendas y continúa a Avenida del Guadalix - Centro de Salud, no vuelve a Madrid
7. 1 2  Procede de Avenida del Guadalix - Centro Comercial y hasta Alcobendas
8. 1 2 3  DIRECTO y hasta/desde Urbanización Ciudalcampo
9. 1 2 3 4 5 6  Sólo noches de viernes y vísperas de festivo

## Recorrido y paradas

### Sentido Urbanización Santo Domingo
La línea inicia su recorrido en el intercambiador en superficie de Plaza de Castilla, en la dársena 45, en este punto se establece correspondencia con todas las líneas de los corredores 1 y 7 con cabecera en el intercambiador de Plaza de Castilla. En la superficie efectúan parada varias líneas urbanas con las que tiene correspondencia, y a través de pasillos subterráneos enlaza con las líneas 1, 9 y 10 del Metro de Madrid. Sale al paseo de la Castellana, donde tiene una primera parada frente al Hospital La Paz (subida de viajeros). A partir de aquí sale por la M-30 hasta el nudo de Manoteras y toma la vía de servicio de la A-1.
En la vía de servicio tiene 4 paradas que prestan servicio al área industrial y empresarial de la A-1 hasta llegar al km. 16, donde toma la salida en dirección a Alcobendas y se adentra en el casco urbano.
Dentro del casco urbano de Alcobendas, circula por la avenida Olímpica (2 paradas), la calle de Francisca Delgado (sin paradas) y el bulevar Salvador Allende (sin paradas) hasta llegar a la rotonda de Moscatelares. En ella toma la avenida del Juncal hacia el centro comercial Plaza Norte 2. Circula por la avenida de Matapiñonera (4 paradas) y sale al paseo de Europa (3 paradas), ya dentro del casco urbano de San Sebastián de los Reyes recorriéndolo hasta que desemboca en la N-1 (2 paradas). Al final de la N-1 sale de nuevo a la A-1 circulando íntegramente por la vía de servicio realizando paradas en las diferentes urbanizaciones.
Circulando por la A-1 tiene 3 paradas, hasta que llega al km. 27, donde se desvía para entrar en la Urbanización Ciudalcampo, aún en el término municipal de San Sebastián de los Reyes. En la urbanización efectúa una única parada junto a la caseta de control para cruzar a continuación a la Urbanización Santo Domingo, perteneciente al término municipal de Algete. Aquí finaliza su recorrido en la avenida del Guadalix junto al centro comercial.
En el circuito neutralizado dentro de la Urbanización Santo Domingo, recorre el interior de la urbanización de manera circular antes de salir de vuelta a la vía de servicio de la A-1. Partiendo de su cabecera en centro comercial de la avenida del Guadalix de la Urbanización Santo Domingo, circula por dicha avenida y realiza una parada adicional antes de girar a la avenida del Monte. Recorre la avenida del Monte realizando 4 paradas hasta que vuelve a girar hacia la avenida del Guadalix. Continúa por avenida del Guadalix hasta que llega al centro de salud (algunas expediciones de ida realizan este recorrido completo sin volver a Madrid). 
| Código | Zona | Localidad                  | Denominación                                           | Ubicación                                        | Líneas de la parada | Metro                  |
| --- | ---- | -------------------------- | ------------------------------------------------------ | ------------------------------------------------ | --- | ---------------------- |
| 18074D |      | Madrid                     | Intercambiador de Plaza de Castilla - Dársena 45       | Paseo de la Castellana Nº195                     | 171 191 193 | Plaza de Castilla      |
| 3253 |      | Madrid                     | Paseo de la Castellana - Hospital La Paz               | Paseo de la Castellana Nº304 - Acceso Nudo Norte | 173 174 176 151 152C 153 154C 155 155B 156 157 157C 159 161 171 181 182 183 184 185 191193194195196197N101 N102 N103 N104 | Begoña                 |
| 3261 |      | Madrid                     | Avenida de Burgos - Avenida de Francisco Pi y Margall  | Avenida de Burgos km. 10,3                       | 173 174 176 151 152C 153 154C 155 155B 156 157 157C 159 161 171 181 182 183 184 185 N101 N102 N103                        |                        |
| 06686 |      | Madrid                     | Avenida de Burgos - Centro Comercial Sanchinarro       | Avenida de Burgos Nº133                          | 151 152C 153 154C 155 156 157 157C 158 159 161 171 181 182 183 184 185 N101 N102 N103                                     |                        |
| 06687 |      | Madrid                     | Avenida de Burgos - Dominicos                          | Avenida de Burgos km. 11,3                       | 151 152C 153 154C 155 156 157 157C 158 159 161 171 181 182 183 184 185 N101 N102 N103                                     |                        |
| 06689 |      | Alcobendas                 | Carretera A-1 - Calle de Cuesta Blanca                 | Carretera de Irún km. 13,7                       | 151 152C 153 154C 156 158 159 161 171 181 182 183 184 185 N101 N102 N103                                                  |                        |
| Los servicios DIRECTOS no realizan las siguientes paradas |      |                            |                                                        |                                                  | |                        |
| 06691 |      | Alcobendas                 | Avenida Olímpica - Centro Comercial La Vega            | Avenida Olímpica Nº9                             | 151 152C 153 154 154C 156 158 161 171 N103                                                                                |                        |
| 06692 |      | Alcobendas                 | Avenida Olímpica - Pabellón deportivo                  | Avenida Olímpica Nº3A                            | 151 152C 153 154 154C 156 158 161 171 181 182 183 191193194195196197N103 N104VAC-242                                      |                        |
| Los servicios desde Alcobendas comienzan aquí |      |                            |                                                        |                                                  | |                        |
| 06768 |      | Alcobendas                 | Calle de la Libertad - Calle de Julián Baena Castro    | Calle de la Libertad Nº26                        | 06768 A 154 158 171 06768 B 152C 154C 161 N101 5 06768 C 151 153 156                                                      |                        |
| Paradas del itinerario normal |      |                            |                                                        |                                                  | |                        |
| 15392 |      | San Sebastián de los Reyes | Avenida Matapiñonera - Camino del Juncal               | Avenida Matapiñonera Nº24                        | 156 171 180 N102 4 |                        |
| 12820 |      | San Sebastián de los Reyes | Avenida Matapiñonera - Plaza Norte                     | Avenida Matapiñonera Nº24                        | 156 171 180 N102 4 |                        |
| 12217 |      | San Sebastián de los Reyes | Avenida Matapiñonera - Avenida del Cerro del Águila    | Avenida Matapiñonera Nº24                        | 156 171 180 N102 4 |                        |
| 12218 |      | San Sebastián de los Reyes | Avenida Matapiñonera - Avenida del Camino de lo Cortao | Avenida Matapiñonera Nº6                         | 156 171 180 N102 4 |                        |
| 12421 |      | San Sebastián de los Reyes | Paseo de Europa - Avenida de los Montes de Oca         | Paseo de Europa Nº14                             | 171 180 181 182 183 191193194195196197N103 N104                                                                           |                        |
| 11402 |      | San Sebastián de los Reyes | Paseo de Europa - Glorieta de Antoni Gaudí             | Paseo de Europa Nº7                              | 171 180 181 182 183 191193194195196197N103 N104                                                                           |                        |
| 17474 |      | San Sebastián de los Reyes | Paseo de Europa - Hospital Infanta Sofía               | Paseo de Europa Nº11                             | 152C 161 166 171 180 181 182 183 191193194195196197210 N103 N104                                                          | Hospital Infanta Sofía |
| 16437 |      | San Sebastián de los Reyes | Carretera Antigua de Burgos - Centro Comercial Alegra  | N-1 km. 19,9                                     | 161 166 171 180 181 182 183 185 191193194195196197210 N103 N104                                                           |                        |
| 06694 |      | San Sebastián de los Reyes | Carretera Antigua de Burgos - La Granjilla             | N-1 km. 20,3                                     | 161 166 171 180 181 182 183 185 N103                                                                                      |                        |
| 06695 |      | San Sebastián de los Reyes | Carretera Antigua de Burgos - Caravanas                | N-1 km. 21,9                                     | 161 166 171 180 181 182 183 185 N103                                                                                      |                        |
| Los servicios DIRECTOS vuelven a realizar paradas desde aquí |      |                            |                                                        |                                                  | |                        |
| 06697 |      | San Sebastián de los Reyes | Carretera A-1 - Urbanización Fuente del Fresno         | N-1 km. 23,4                                     | 166 171 191 193 194 195 196 N104                                                                                          |                        |
| 06698 |      | San Sebastián de los Reyes | Carretera A-1 - El Alemán                              | N-1 km. 24,2                                     | 166 171 |                        |
| 06700 |      | San Sebastián de los Reyes | Carretera A-1 - Circuito del Jarama                    | N-1 km. 26                                       | 171 191 193 194 195 196 N104                                                                                              |                        |
| 12841 |      | Colmenar Viejo             | Plaza de la Fuente - Urbanización Ciudalcampo          | Plaza de la Fuente S/N.º                         | 171 8 |                        |
| Los servicios hasta la Urbanización Ciudalcampo terminan aquí |      |                            |                                                        |                                                  | |                        |
| 06709 |      | Algete                     | Avenida del Guadalix - Centro Comercial                | Avenida del Guadalix Nº35A                       | 171 |                        |
| A partir de aquí comienza el servicio de vuelta, y se cambian los carteles electrónicos hacia Madrid. La hora de paso por esta parada es aproximadamente 30 minutos después de salir de Madrid. Algunos servicios no vuelven a Madrid |      |                            |                                                        |                                                  | |                        |
| 06710 |      | Algete                     | Avenida del Guadalix - Avenida del Monte               | Avenida del Guadalix Nº31                        | 171 |                        |
| 06711 |      | Algete                     | Avenida del Monte - Calle Corta                        | Avenida del Monte Nº28                           | 171 |                        |
| 06712 |      | Algete                     | Avenida del Monte - Calle Alta                         | Avenida del Monte Nº62                           | 171 |                        |
| 06713 |      | Algete                     | Avenida del Monte - Calle del Cerro                    | Avenida del Monte Nº90                           | 171 |                        |
| 06714 |      | Algete                     | Avenida del Monte - Avenida del Guadalix               | Avenida del Monte Nº108                          | 171 |                        |
| 06715 |      | Algete                     | Avenida del Guadalix Nº108                             | Avenida del Guadalix Nº108                       | 171 |                        |
| 06716 |      | Algete                     | Avenida del Guadalix - Calle del Norte                 | Avenida del Guadalix Nº88                        | 171 |                        |
| 06717 |      | Algete                     | Avenida del Guadalix - Centro Deportivo                | Avenida del Guadalix Nº62                        | 171 |                        |
| 06718 |      | Algete                     | Avenida del Guadalix - Centro de salud                 | Avenida del Guadalix Nº50                        | 171 |                        |
| Algunos servicios finalizan aquí su recorrido, aquellos que continúan a Madrid esperarán aquí a la hora programada de salida |      |                            |                                                        |                                                  | |                        |

1. ↑  A efectos de nomenclatura, para las líneas de la EMT esta parada se llama Paseo de la Castellana - Nudo Norte
2. 1 2 3 4 5 6 7 8 9 10 11 12 13 14 15 16 17 18 19 20 21 22 23 24 25 26 27 28 29 30 31 32 33 34 35 36 37 38 39 40 41 42 43  Sólo permite la subida de viajeros
3. ↑  Técnicamente esta parada se encuentra en el término municipal de Colmenar Viejo, debido a la extensión de terreno que tiene Colmenar Viejo entre San Sebastián de los Reyes y San Agustín del Guadalix. Algunas paradas se encuentran dentro de este terreno y esta parada es una de ellas. La Urbanización Ciudalcampo pertenece al término municipal de San Sebastián de los Reyes (aunque una porción de ella al norte entra en este terreno mencionado de Colmenar Viejo).

### Sentido Madrid (Plaza de Castilla)
El recorrido en sentido Madrid es igual al de ida pero en sentido contrario excepto en determinados puntos:
- La línea tiene un circuito neutralizado dentro de la Urbanización Santo Domingo, recorriendo el interior de la urbanización de manera circular antes de salir de vuelta a la vía de servicio de la A-1. Partiendo de su cabecera en centro comercial de la avenida del Guadalix de la Urbanización Santo Domingo, circula por dicha avenida y realiza una parada adicional antes de girar a la avenida del Monte. Recorre la avenida del Monte realizando 4 paradas hasta que vuelve a girar hacia la avenida del Guadalix. Continúa por avenida del Guadalix hasta que llega al centro de salud (algunas expediciones de ida realizan este mismo recorrido hasta aquí).
- En la Urbanización Ciudalcampo, la parada de vuelta a la entrada de dicha urbanización es 06719 - Carretera A-1 - Urbanización Ciudalcampo. Además se encuentra dentro del término municipal de San Sebastián de los Reyes, al contrario de la parada de ida 12841 - Plaza de la Fuente - Urbanización Ciudalcampo que se encuentra en el término municipal de Colmenar Viejo.
- En la vía de servicio de la A-1 la línea realiza una parada adicional dando servicio a la Urbanización Fuente del Fresno: 18789 - Carretera A-1 - Urbanización Fuente del Fresno Norte.
- Dentro de San Sebastián de los Reyes la línea recorre todo el paseo de Europa sin circular por la avenida Matapiñonera. Al llegar a la rotonda de Moscatelares se incorpora a la avenida de España, donde realiza una parada hasta llegar al cruce con la calle Real y gira hacia la calle de la Marquesa Viuda de Alcobendas.
- En Alcobendas circula por la calle de la Marquesa Viuda de Aldama y calle de la Libertad antes de salir a la vía de servicio de la A-1.
- En la vía de servicio de la A-1 realiza adicionalmente las paradas 06864 - Carretera A-1 - El Encinar de los Reyes, 3265 - Avenida de Burgos Nº87 - Paso Elevado y 5061 - Avenida de Burgos Nº85. Las parejas de las paradas 06864 y 3265 no se realizan a la ida, y la parada 5061 no tiene pareja para las expediciones de ida.
- Antes de llegar al nudo de Manoteras, continúa por la vía de servicio adentrándose en la avenida de Burgos, realizando una parada en el cruce con la avenida de San Luis. Toma la calle del Bambú, realizando 2 paradas, una de ellas en la estación de Bambú. Finalmente gira a calle de Agustín de Foxá dando servicio a la estación de Chamartín antes de llegar al intercambiador de Plaza de Castilla.
- Al contrario que a la ida, no circula por el paseo de la Castellana, no para en el Hospital La Paz.

| Código | Zona | Localidad                  | Denominación                                                             | Ubicación                                  | Líneas de la parada                                                                                      | Metro / Cercanías      |
| --- | ---- | -------------------------- | ------------------------------------------------------------------------ | ------------------------------------------ | --- | ---------------------- |
| La hora de paso por esta parada es aproximada, aproximadamente 10-15 minutos antes de cumplir la hora de salida exacta                                           |      |                            |                                                                          |                                            | |                        |
| 06709 |      | Algete                     | Avenida del Guadalix - Centro Comercial                                  | Avenida del Guadalix Nº35A                 | 171 |                        |
| 06710 |      | Algete                     | Avenida del Guadalix - Avenida del Monte                                 | Avenida del Guadalix Nº31                  | 171 |                        |
| 06711 |      | Algete                     | Avenida del Monte - Calle Corta                                          | Avenida del Monte Nº28                     | 171 |                        |
| 06712 |      | Algete                     | Avenida del Monte - Calle Alta                                           | Avenida del Monte Nº62                     | 171 |                        |
| 06713 |      | Algete                     | Avenida del Monte - Calle del Cerro                                      | Avenida del Monte Nº90                     | 171 |                        |
| 06714 |      | Algete                     | Avenida del Monte - Avenida del Guadalix                                 | Avenida del Monte Nº108                    | 171 |                        |
| 06715 |      | Algete                     | Avenida del Guadalix Nº108                                               | Avenida del Guadalix Nº108                 | 171 |                        |
| 06716 |      | Algete                     | Avenida del Guadalix - Calle del Norte                                   | Avenida del Guadalix Nº88                  | 171 |                        |
| 06717 |      | Algete                     | Avenida del Guadalix - Centro Deportivo                                  | Avenida del Guadalix Nº62                  | 171 |                        |
| 06718 |      | Algete                     | Avenida del Guadalix - Centro de salud                                   | Avenida del Guadalix Nº50                  | 171 |                        |
| La hora programada de vuelta se cumple desde esta parada |      |                            |                                                                          |                                            | |                        |
| Los servicios hacia Madrid no continuarán el viaje hasta cumplir la hora programada de vuelta. Algunos servicios no vuelven a Madrid y no continúan el recorrido |      |                            |                                                                          |                                            | |                        |
| Los servicios desde la Urbanización Ciudalcampo comienzan aquí                                                                                                   |      |                            |                                                                          |                                            | |                        |
| 06719 |      | San Sebastián de los Reyes | Carretera A-1 - Urbanización Ciudalcampo                                 | N-1 km. 27,9                               | 166 171 191 193 194 195 196 N104                                                                         |                        |
| 06720 |      | San Sebastián de los Reyes | Carretera A-1 - Circuito del Jarama                                      | N-1 km. 26                                 | 171 191 193 194 195 196 N104                                                                             |                        |
| 06722 |      | San Sebastián de los Reyes | Carretera A-1 - El Alemán                                                | N-1 km. 24,3                               | 166 171                                                                                                  |                        |
| 18789 |      | San Sebastián de los Reyes | Carretera A-1 - Urbanización Fuente del Fresno Norte                     | N-1 km. 23,8                               | 166 171                                                                                                  |                        |
| 06723 |      | San Sebastián de los Reyes | Carretera A-1 - Urbanización Fuente del Fresno                           | N-1 km. 23,4                               | 166 171 191 193 194 195 196 N104                                                                         |                        |
| Los servicios DIRECTOS no realizan las siguientes paradas |      |                            |                                                                          |                                            | |                        |
| 06749 |      | San Sebastián de los Reyes | Carretera Antigua de Burgos - Granja Escuela                             | N-1 km. 21,9                               | 161 166 171 180 181 182 183 184 185 N103                                                                 |                        |
| Los servicios desde la Urbanización La Granjilla comienzan aquí                                                                                                  |      |                            |                                                                          |                                            | |                        |
| 06750 |      | San Sebastián de los Reyes | Carretera Antigua de Burgos - La Granjilla                               | N-1 km. 20,4                               | 161 166 171 180 181 182 183 184 185 N103                                                                 |                        |
| 16438 |      | San Sebastián de los Reyes | Carretera Antigua de Burgos - Centro Comercial Alegra                    | N-1 km. 19,9                               | 166 171 180 181 182 183 184 185 191193194195196197210N103 N104                                           |                        |
| 17025 |      | San Sebastián de los Reyes | Paseo de Europa - Hospital Infanta Sofía                                 | Paseo de Europa Nº11                       | 166 171 180 181 182 183 184 191193194195196197210N103 N104                                               | Hospital Infanta Sofía |
| 10019 |      | San Sebastián de los Reyes | Paseo de Europa - Glorieta de Antoni Gaudí                               | Paseo de Europa Nº7                        | 171 180 181 182 183 184 191193194195196197N103 N104                                                      |                        |
| 12422 |      | San Sebastián de los Reyes | Paseo de Europa - Avenida de los Montes de Oca                           | Paseo de Europa Nº1                        | 171 180 181 182 183 184 191193194195196197N103 N104                                                      |                        |
| 17238 |      | San Sebastián de los Reyes | Paseo de Europa - Calle de Leopoldo Gimeno                               | Paseo de Europa Nº26                       | 152C 156 161 171 180 181 182 183 184 N102 N103 4 5                                                       |                        |
| 06751 |      | San Sebastián de los Reyes | Paseo de Europa - Parque Picos de Olite                                  | Paseo de Europa Nº26                       | 152C 156 161 171 180 181 182 183 184 191 193 194 195 196 197 N102 N103 N104 VAC-2424 5                   |                        |
| 15191 |      | San Sebastián de los Reyes | Paseo de Europa - Avenida de España                                      | Paseo de Europa Nº26                       | 152C 156 161 171 180 181 182 183 184 191193194195196197N102 N103 N1044 5                                 |                        |
| 20898 |      | San Sebastián de los Reyes | Avenida de España - Calle de Viveros                                     | Avenida de España Nº6                      | 152C 156 161 171 N102 4 5                                                                                |                        |
| 06780 |      | Alcobendas                 | Calle de la Marquesa Viuda de Aldama - Travesía del Cañón                | Calle de la Marquesa Viuda de Aldama S/N.º | 152C 154 154C 156 161 171 N101                                                                           |                        |
| 06755 |      | Alcobendas                 | Calle de la Marquesa Viuda de Aldama - Calle de Nuestra Señora del Pilar | Calle de la Marquesa Viuda de Aldama Nº14  | 151 152C 153 154 154C 156 158 161 171 827 828 N101 2 5 10                                                |                        |
| 06768 |      | Alcobendas                 | Calle de la Libertad - Calle de Julián Baena Castro                      | Calle de la Libertad Nº26                  | 06768 A 154 158 171 06768 B 152C 154C 161 N101 5 06768 C 151 153 156                                     |                        |
| Los servicios hasta Alcobendas terminan aquí |      |                            |                                                                          |                                            | |                        |
| Los servicios DIRECTOS vuelven a realizar paradas desde aquí |      |                            |                                                                          |                                            | |                        |
| 06863 |      | Alcobendas                 | Carretera A-1 - Calle de Cuesta Blanca                                   | Carretera de Irún km. 14,2                 | 151 152C 153 154C 156 158 159 161 171 181 182 183 184 185 N101 N102 N103                                 |                        |
| 06864 |      | Alcobendas                 | Carretera A-1 - El Encinar de los Reyes                                  | Carretera de Irún km. 13                   | 151 152C 153 154C 155 156 158 159 161 171 181 182 183 184 185 N101 N102 N103                             |                        |
| 06865 |      | Madrid                     | Avenida de Burgos - Dominicos                                            | Avenida de Santo Domingo de la Calzada Nº1 | 151 152C 153 154C 155 156 157 157C 158 159 161 171 181 182 183 184 185 N101 N102 N103                    |                        |
| 50000 |      | Madrid                     | Avenida de Burgos - Centro Financiero                                    | Avenida de Burgos Nº135                    | 151 152C 153 154C 155 156 157 157C 158 159 161 171 181 182 183 184 185 N101 N102 N103                    |                        |
| 3602 |      | Madrid                     | Avenida de Burgos Nº93                                                   | Avenida de Burgos km. 10,1                 | 173 174 176 SE833 151 152C 153 154C 155 155B 156 157 157C 159 161 171 181 182 183 184 185 N101 N102 N103 |                        |
| 3265 |      | Madrid                     | Avenida de Burgos Nº87 - Paso Elevado                                    | Avenida de Burgos Nº87                     | 173 174 176 SE833 151 152C 153 154C 155 155B 156 157 157C 159 161 171 181 182 183 184 185 N101 N102 N103 |                        |
| 5061 |      | Madrid                     | Avenida de Burgos Nº85                                                   | Carretera de Fuencarral a Hortaleza Nº8    | 174 SE833 171                                                                                            |                        |
| 3266 |      | Madrid                     | Avenida de Burgos - Avenida de San Luis                                  | Avenida de Burgos Nº40                     | 174 SE833 171                                                                                            |                        |
| 124 |      | Madrid                     | Calle del Bambú - Calle de la Yuca                                       | Calle del Bambú Nº14                       | 129 150 174 SE833 171                                                                                    | Bambú                  |
| 123 |      | Madrid                     | Calle del Bambú - Avenida de Pío XII                                     | Calle del Bambú Nº4                        | 129 150 174 171                                                                                          |                        |
| 50030 |      | Madrid                     | Calle de la Hiedra - Estación de Chamartín                               | Calle de la Hiedra Nº26                    | 171 | Chamartín              |
| 18074 |      | Madrid                     | Intercambiador de Plaza de Castilla                                      | Paseo de la Castellana Nº195               | Descenso antes de la dársena 42                                                                          | Plaza de Castilla      |

1. 1 2 3 4 5 6 7 8 9 10 11 12 13 14 15 16 17 18 19 20 21 22 23 24 25 26 27 28 29 30 31 32 33 34 35 36 37 38  Sólo permite el descenso de viajeros
2. ↑  A efectos de nomenclatura, para las líneas de la EMT esta parada se llama Avenida de Burgos - Avenida de Manoteras
3. ↑  A efectos de nomenclatura, para las líneas de la EMT esta parada se llama Nudo de Manoteras